# Antíoco de Siracusa
Antíoco de Siracusa (en griego antiguo Ἀντίοχος,  en latín Antiochus) fue un historiador griego que vivió circa 420 a. C. Pese a que se desconocen detalles acerca de su vida, se sabe que gozaba de una gran reputación puesto que sus obras, de las cuales sólo han sobrevivido fragmentos, eran muy precisas. Fue autor de una Historia de Sicilia en 9 libros, que comprendía desde los tiempos antiguos hasta 424 a. C., que fue empleada por Tucídides y mencionada por Pausanias, Teodoreto de Ciro y Clemente de Alejandría. También escribió La colonización de Italia, que es citada con frecuencia por Estrabón y Dionisio de Halicarnaso.